# برنتینو بلونو
برنتینو بلونو (به ایتالیایی: Brentino Belluno) یک کومونه در ایتالیا است که در استان ورونا واقع شده‌است.

## خصوصیات
برنتینو بلونو ۲۶٫۵ کیلومترمربع مساحت و ۱٬۳۳۳ نفر جمعیت دارد و ۱۳۷ متر بالاتر از سطح دریا واقع شده‌است.